# Зачиняев, Пётр Спиридонович
Пётр Спиридонович Зачиняев (1918-1943) — лейтенант Рабоче-крестьянской Красной Армии, участник Великой Отечественной войны, Герой Советского Союза (1944).

## Биография
Пётр Зачиняев родился в 1918 году в деревне Нечаевка (ныне — Задонский район Липецкой области). В 1937 году он был призван на службу в Рабоче-крестьянскую Красную Армию. С июня 1941 года — на фронтах Великой Отечественной войны. В 1942 году Зачиняев окончил курсы младших лейтенантов. К сентябрю 1943 года лейтенант Пётр Зачиняев командовал взводом 100-го отдельного моторизованного понтонно-мостового батальона 5-й понтонно-мостовой бригады 12-й армии Юго-Западного фронта. Отличился во время битвы за Днепр.
В ночь с 25 на 26 сентября Зачиняев на своём катере совершил пять рейсов в районе села Губенское Вольнянского района Запорожской области Украинской ССР. Во время очередного десанта вражеская авиация нанесла удар по катеру, из-за чего он загорелся. Это создало опасность для десантников, находившихся на понтонах, прицепленных к катеру. Зачиняев отцепил катер, сохранив им жизни. Сам он получил тяжёлые ранения, от которых в тот же день скончался. Похоронен в Губенском.
Указом Президиума Верховного Совета СССР от 19 марта 1944 года лейтенант Пётр Зачиняев посмертно был удостоен высокого звания Героя Советского Союза. Также был награждён орденом Ленина и медалью.
В честь Зачиняева установлены памятники в селе Терновка Вольнянского района и селе Кашары Задонского района, названы улицы в Задонске, Вольнянске и Запорожье.
Похоронен в Терновке.